# Kyabetsu太郎 (零食)
Kyabetsu太郎（日语：／ Kyabetsu Tarō），是日本茨城县菓道公司生产的一款休闲食品，产品为用玉米制成的小球，直径约3厘米，放入小块紫菜和日本红酱调味。这款零食主要銷售對象為儿童，价格低廉，分为20日元和100日元两种包装。包装上印有一只戴警帽的青蛙。商品名キャベツ是卷心菜的意思，不過生产中没有放入卷心菜。